# Acarnus hoshinoi
Acarnus hoshinoi är en svampdjursart som beskrevs av van Soest, Hooper och Hiemstra 1991. Acarnus hoshinoi ingår i släktet Acarnus och familjen Acarnidae. Inga underarter finns listade i Catalogue of Life.